# 京都精華大学生通り魔殺人事件
京都精華大学生通り魔殺人事件（きょうとせいかだいがくせいとおりまさつじんじけん）は、2007年（平成19年）1月15日に京都府京都市左京区で発生した殺人事件。京都・岩倉 大学生殺人事件、精華大生刺殺事件とも。犯人は特定・検挙されておらず、未解決事件として捜査中。

## 発生時の状況
2007年1月15日午後7時45分頃、京都精華大学マンガ学部1年生の男性（当時20歳）が自転車で大学から帰宅する途中、京都市左京区岩倉幡枝町の歩道で自転車に乗った男と鉢合わせしたところ口論になり、男に小型の刃物（幅約1 - 2センチ）で胸や腹など全身十数か所を刺された。午後7時52分、事件現場に到着した京都市消防局救急隊員によって病院に搬送されたが、間もなく死亡が確認された。現場は京都精華大学の南東およそ600メートル、叡山電鉄木野駅から南に約100メートルの閑静な住宅街で、夜間は人通りが少ない。
第一発見者の通行人が発見した時には被害者には意識があり、刺されたことを伝えて通報を頼んでいた。その後に到着した下鴨警察署員に「犯人は面識のない人だった」と回答していた。
被害者は明るい性格でクラスのリーダー的な存在で、知人らは「これまでにトラブルがあるようなことは聞いたこともない」と話している。
司法解剖の結果、死因は失血死と判明し、被害者には心臓や肺に達する複数の致命傷があった他、背中にも傷が確認された。現場近くの歩道の約1.5メートル下の畑には被害者が履いていたスニーカーとは別に、もう1人分の足跡が残っており、2人が激しく動き回り、争ったような形跡が見られた。
第一発見者が事件現場を自転車で通過したとき、20 - 30歳位の不審な男が畑に背を向け車道に座り込み、その後ろの畑に人が倒れているのを目撃。気になったので30秒後に現場に戻ると、男の姿は既になく、代わりに被害者が歩道に這い上がって携帯電話を横に助けを求めていた。男は被害者の大学生に向かい大声で「アホ」「ボケ」などの暴言を繰り返し、興奮していた。
男が興奮していた理由は不明だが、当時被害者は自転車で歩道の右側を走っており、男は左側を走っていたところで鉢合わせになり、自転車の通行を巡って口論になったとみられ、そこで激昂し殺害に至ったのではないかとみられている（歩道の約1.5メートル下にある畑の側にはガードレールが設置されていなかった。さらに街灯の少ない夜道のため、自転車ですれ違う際、畑に転落する危険もあった）。

## 捜査経過
2007年2月15日、京都府警は犯人の似顔絵を公開、情報提供を求めた。その後、新たに寄せられた目撃証言を元に別の似顔絵を公開した。
2007年12月14日、第5回捜査特別報奨金制度の対象となった。制度適用を受け、被害者の指導講師らは漫画冊子を作成し、京都駅などで配布して情報提供を呼びかけた。
現在も警察庁の捜査特別報奨金制度対象事件となっており、京都府警は犯人とみられる男の情報提供を求めている（警察庁「捜査特別報奨金に関する広告（令和6年12月7日）」）。

## 犯人とみられる人物
京都府警察が発表した、目撃証言と遺留品から判断した男の特徴は以下の通り。
- 年齢：20 - 30歳位
- 身長：170 - 180センチメートル
- 髪：センター分け（ボサボサ）
- 服：上下黒っぽい服装
- その他：黒っぽい色の「ママチャリ」風の自転車（軽快車）に乗っていた。
- 態度：興奮していて顔や上半身を左右に振り、言葉尻に「アホ、ボケ」を連発し、目の焦点が合っていない。
- 靴の大きさ：28 - 29センチメートルの外国製登山靴（遺留品ではないが、畑に残された足跡で判明）